# روميو وجولييت (أنمي)
روميو x جولييت (ロミオ×ジュリエット) هو اسم سلسلة أنمي مقتبسة من رواية روميو وجولييت من تأليف الكاتب الإنجليزي ويليام شكسبير.

## القصة
في أحد الليالي الدموية منذ 14 سنة في أحد المدن التي تدعى «نيو فيرونا» قامت عائلة مونتاغي باقتناص الحكم من عائلة كابوليتس وابادتها نهائيا ولكن طفلة صغيرة في الثالث من عمرها تدعي جوليت تمكنت من النجاة بفضل أحد الفرسان المخلصين والهروب من ذلك الكابوس بعد ان شهدت مقتل والدها ورأت جثة والدتها عاشت جوليت حياتها تتنكر على هيئة صبي يدعى أودين.عاشت تحت حماية بعض الفرسان الذين كانو يخدمون والدها. وقد اخفوا هوية جوليت ولم يخبروها السبب ولكن كل هذا بهدف حمايتها من عائلة مونتاغي التي ما زالت تبحث عنها لقتلها إلى هذا اليوم!

## روابط خارجية
- روميو و جولييت على موقع IMDb (الإنجليزية)
- روميو و جولييت على موقع ميتاكريتيك (الإنجليزية)
- روميو و جولييت على موقع كينوبويسك (الروسية)
- روميو و جولييت على موقع ألو سيني (الفرنسية)
- روميو و جولييت على موقع قاعدة بيانات الفيلم (الإنجليزية)
- روميو و جولييت على موقع ANN anime (الإنجليزية)
- روميو و جولييت على موقع ANN manga (الإنجليزية)